# Olaf Kreutzenbeck
Olaf Kreutzenbeck (* 3. März 1943 in Brakel) ist ein deutscher Schauspieler, Musicaldarsteller und Hörspielsprecher.

## Leben und Wirken

### Theater und Musical
Nach seinem Abitur im Jahr 1962 am Gymnasium Canisianum in Lüdinghausen absolvierte Kreutzenbeck von 1966 bis 1969 eine Schauspiel- und Regieausbildung an der Folkwang Hochschule in Essen. 1970 agierte er im Rahmen der Gandersheimer Domfestspiele als Bleichenwang in William Shakespeares Komödie Was ihr wollt. Es folgten Hauptrollen in Tournee-Aufführungen von Unsere kleine Stadt und Alles im Garten an der Seite von Will Quadflieg und Nicole Heesters, ein mehrjähriges Festengagement am Thalia Theater unter der Intendanz von Boy Gobert, darunter in Die Gräfin von Rathenow (1973) mit Jürgen Flimm als Regisseur sowie ein einjähriges Engagement am Deutschen Schauspielhaus in Hamburg. In weiteren Inszenierungen war Kreutzenbeck als Otto Kringelein in Menschen im Hotel an den Städtischen Bühnen Münster zu sehen (1983), als Professor Gollwitz in der zugleich vom Fernsehen aufgezeichneten Komödie Der Raub der Sabinerinnen am Kölner Millowitsch-Theater (1988), als Titelfigur Molière in der gleichnamigen Inszenierung von Bulgakow, als Andrej Prosorow in Tschechows Drama Drei Schwestern und als Teddy Brewster in Kesselrings Arsen und Spitzenhäubchen an der Komödie Winterhuder Fährhaus in Hamburg (2001).
Darüber hinaus war Kreutzenbeck als Darsteller in diversen Musicalaufführungen aktiv, darunter in der Rolle des Albin/Zaza in Jean Poirets Ein Käfig voller Narren an den Städtischen Bühnen Münster, als agiler alter Hermann in Linie 1, in Der kleine Horrorladen im Kleinen Theater in Bad Godesberg (1991) sowie als Mr. Fezziwig in Vom Geist der Weihnacht unter der Regie von Jürgen Schwalbe am Theater des Westens in Berlin (2002). 2009 trat er neben weiteren Schauspielern in Die Versuchsperson von Siegfried Lenz im Ernst Deutsch Theater in Hamburg auf.
Kreutzenbeck gehört neben Jens Wawrczeck, Anja Topf und Herbert Trattnigg zum Theaterensemble Die Filmausleser, das erfolgreich verfilmte, jedoch in Vergessenheit geratene, vernachlässigte oder im deutschsprachigen Raum unveröffentlichte Theaterstücke in szenischen Lesungen darstellt. Im Jahr 2007 zeichnete er als Übersetzer des Bühnenstücks Feuer! schrie Matilda verantwortlich, das auf Janet Greens Drama Matilda shouted fire beruht und von den Filmauslesern im Abaton, einem der ältesten Programmkinos Deutschlands aufgeführt wurde.
Als Autor musikalischer Satiren trat Kreutzenbeck unter anderem mit Glorias Filmpalast im Hamburger Schmidt-Theater in Erscheinung (1990), für seine Satire Tournee Drei Society übersetzte er Liedtexte des US-amerikanischen Komponisten Cole Porter (1995).
Regie führte er bei der deutschen Erstaufführung von Ken Ludwigs Komödie Othello darf nicht platzen an den Städtischen Bühnen Münster (1987).

### Film und Fernsehen
Von 1974 bis 1976 war Kreutzenbeck in mehreren Folgen der Sesamstraße in der Figur des Lieder-Frieder zu sehen. Im weiteren Verlauf übernahm er Rollen in verschiedenen Fernsehserien wie Tatort, SK Kölsch und Die Pawlaks sowie in Fernsehfilmen wie Eine geschlossene Gesellschaft (1987) unter der Regie von Heinrich Breloer und Deutschfieber (1992) unter der Regie von Niklaus Schilling.
In sechs Folgen der VOX-Erotiksendung Liebe Sünde mimte Kreutzenbeck in der Rubrik Frau Liane antwortet die Rolle der gleichnamigen Moderatorin.

### Hörproduktionen
Parallel zu seiner schauspielerischen Tätigkeit auf der Bühne und vor der Kamera wirkte Kreutzenbeck 1975/76 im Kinderfunksender des NDR in der Rolle der Figur Fluppi. Es folgten weitere Projekte als Sänger und Sprecher für den Hörfunk, darunter Ein Skateboard hebt ab (1991), Zirkus Aimee (1993) und die Spoliansky-Revue für den WDR (1994).
In Hörspielpublikationen fungierte Kreutzenbeck unter anderem als Erzähler in Wolfgang Amadeus Mozart – Ein Kind reist durch Europa von Wolfgang Rogge (1990), Hanno malt sich einen Drachen von Irina Korschunow (2000) und Baudolino nach Umberto Eco (2002). Im Rahmen der bundesweiten Bühnentournee Master of Chess der Hörspielserie Die drei ??? trat Kreutzenbeck im Jahr 2002 als Gastsprecher auf, zudem ist er auf der gleichnamigen Live-CD zu hören.
Olaf Kreutzenbeck lebt in Hamburg.

## Filmografie
- 1974: Sesamstraße
- 1982: Die Fischer von Moorhövd
- 1982: Die Pawlaks
- 1983: Geheimsender 1212
- 1985: Erbin sein dagegen sehr
- 1987: Eine geschlossene Gesellschaft
- 1991: Der Raub der Sabinerinnen
- 1991: Tatort: Finale am Rothenbaum
- 1992: Deutschfieber
- 1993: Pension Schöller
- 1994: Sonntag und Partner
- 1994: Doppelter Einsatz
- 1995: Die Stadtklinik
- 1996: Happy Birthday (Fernsehserie)
- 1997: Der Pirat
- 1998: SK Kölsch
- 2000: Das Amt: Die Sexfalle
- 2001: SK Kölsch: Bock geschossen
- 2000: Tatort: Direkt ins Herz
- 2002: Ritas Welt (Fernsehserie) – Ein alter Freund
- 2003: Das Wunder von Lengede
- 2004: Tatort: Eine Leiche zu viel
- 2014: Morden im Norden – Süße Rache